# NGC 4103
NGC 4103 est un amas ouvert situé dans la constellation de la Croix du Sud. Il a été découvert par l'astronome écossais James Dunlop en 1834.

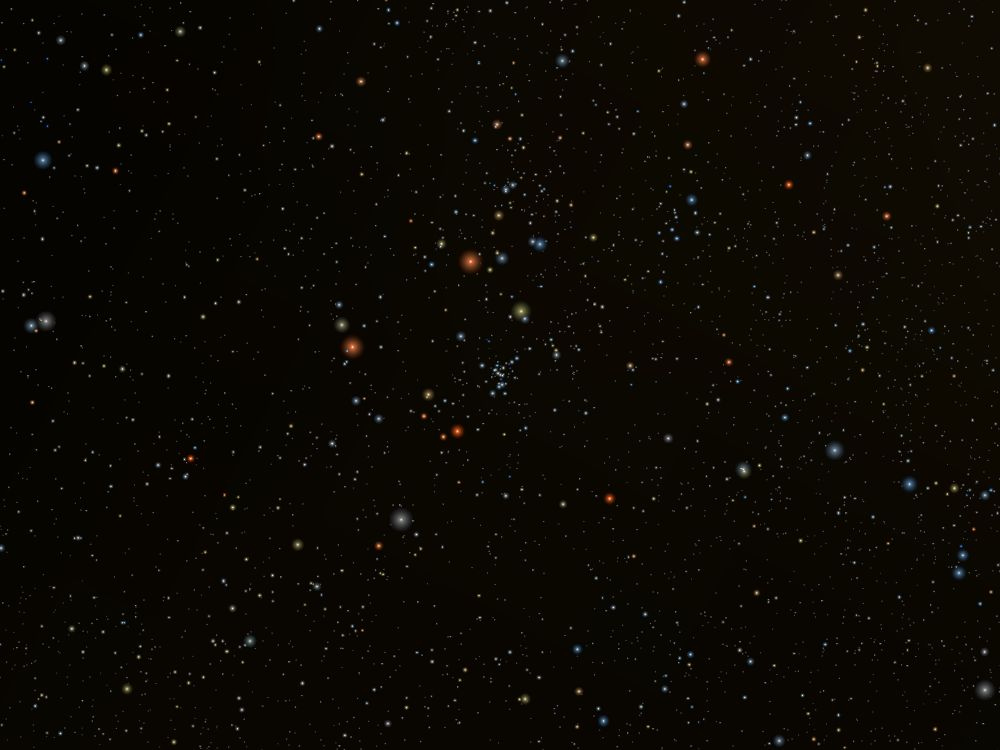
Par Roberto Mura.

Selon la classification des amas ouverts de Robert Trumpler, cet amas renferme entre 50  et 100 étoiles (lettre m) dont la concentration est forte (I) et dont les magnitudes se répartissent sur un grand intervalle(le chiffre 3). Toutefois, selon le catalogue Lynga la classification de NGC 4103 est I2m :b, donc une répartition moyenne des magnitudes et l'appartenance à un double amas.

## Observation
Avec une magnitude visuelle de 7,4, on peut observer l'amas avec de petites jumelles.

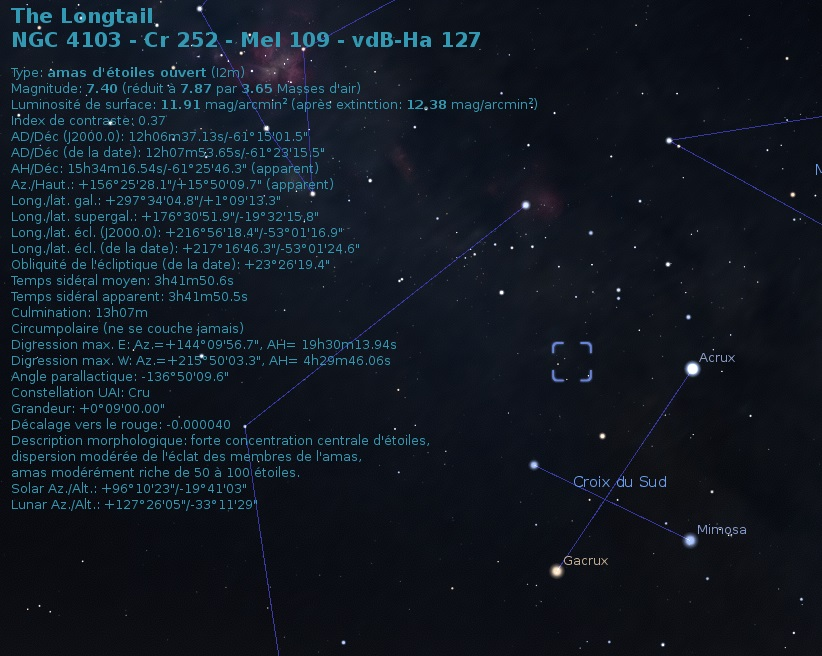
Localisation de NGC 4103 dans la constellation de Scorpion. (Stellarium)

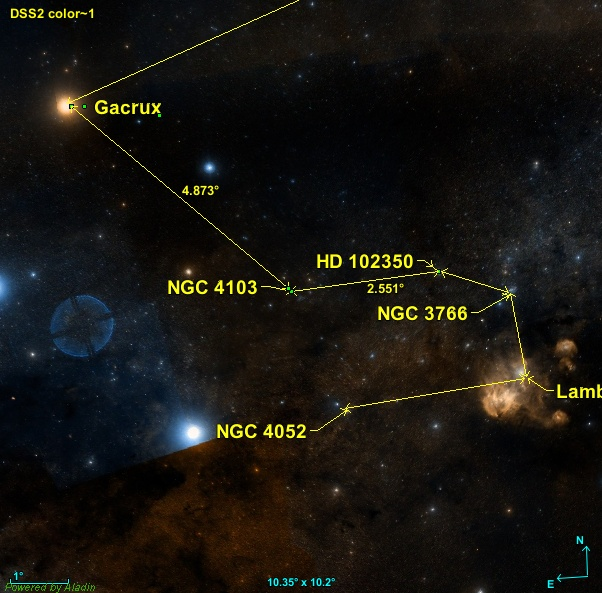
Position de NGC 4103 par rapport à deux étoiles.

NGC 4103 est situé à environ 2,6 degrés au sud-ouest de Gacrux (Gamma Crucis) et à 2,6 degrés de HD 102350. Les amas ouverts NGC 3766 et NGC 4052 se trouvent dans la même région du ciel.

## Caractéristiques

### Distance
La parallaxe moyenne des étoiles de l'amas a été obtenue des mesures effectuées par le satellite Gaia. Cinq valeurs différentes publiées dans de récents articles (2018 à 2021) sont indiquées sur la base de données Simbad : 0,492 ± 0,027 0 mas, 0,473 ± 0,058 mas, 0,473 ± 0,053 mas, 0,473 ± 0,003 mas et 0,473 ± 0,053 mas. La moyenne de ces cinq valeurs et de leurs incertitudes sont 0,476 8 ± 0,033 8 mas ce qui correspond à une distance de 2097+185
-158.

### Taille
Selon les sources, la taille apparente de NGC 4103 est comprise entre 6,0', et 13,8',. Grâce à un calcul simple, on peut trouver la taille réelle de l'amas. En utilisant la plus grande taille apparente et la plus grande distance, on obtient la taille réelle maximale soit 29,89 al. De même en utilisant la plus petite taille apparente et la plus petite distance, on obtient la plus petite taille réelle, soit 11,04 al. De ces deux valeurs, on déduit que la taille de l'amas est égale à 20,5 ± 9,4 al.

### Vitesse
Simbad indique quatre vitesses : −23,34 ± 11,05 km/s, −12,00 ± 7,4 km/s, −24,863 ± 0,292 km/s et −12,0 ± 7,4 km/s. La vitesse moyenne et l'écart type de ces quatre valeurs sont −18,05 ± 7,01 km/s. La vitesse n'est donc pas connue avec une grande précision.

### Mouvement propre
Simbad indique sept couples de valeurs pour le mouvement propre de l'amas, dont cinq provenant d'articles publiés entre 2018 et 2021 sont très semblables. Les deux autres provenant d'articles publiés en 2014 et 2018 sont totalement différents. Les valeurs de ces cinq couples en ascension droite et en déclinaison sont : 
- −6,213 ± 0,087 mas/an et 0,184 ± 0,093 mas/an[9]
- −6,190 ± 0,134 mas/an et 0,088 ± 0,197 mas/an[10]
- −6,184 ± 0,117 mas/an et 0,075 ± 0,107 mas/an[11]
- −6,184 ± 0,007 mas/an et 0,075 ± 0,010 mas/an[7]

Les deux autres couples sont passablement différents et imprécis. Ils proviennent d'articles moins récents (2014 et 2017). Ces deux couples sont :
Le mouvement propre moyen obtenu de ces cinq valeurs en ascension droite et en déclinaison, ainsi que de leurs incertitudes est égal à −6,191 ± 0,092 mas/an et 0,098 ± 0,103 mas/an.
Les deux autres couples sont passablement différents et imprécis. Ils proviennent d'articles moins récents (2014 et 2017). Ces deux couples sont :
- −3,568 ± 0,961 mas/an et 1,282 ± 1,166 mas/an[14]
- −4,57 ± 3,92 mas/an et 0,18 ± 3,23 mas/an[16]

### Métallicité
Simbad indique une seule valeur de la métallicité soit 0,128. Selon cette valeur, le pourcentage d'éléments lourds (plus lourd que l'hydrogène et l'hélium) de cet amas est de 134% (10+0,128) de celui du Soleil.

### Âge
La base de données WEBDA et le catalogue Lynga indique un âge donné par log10 = 7,393, ce qui correspon à 107,393 == 24,3 Ma.

## Étoiles
On peut accéder aux propriétés de certaines étoiles situées dans les environs de NGC 4103 en utilisant sur base de données Simbad la requête de recherche NGC 4103 NUM, où NUM est un nombre allant de 1 à 79. Cependant, pour plusieurs étoiles passé 60, seule la magnitude visuelle est donnée. Le tableau ci-dessous montre les principales propriétés de ces étoiles.
| Num # | Nom                     | α                | δ                 | type             | P (mas)         | d (pc)          | μα* (mas/an) | μδ* (mas/an) | mV     | Rem          |
| ----- | ----------------------- | ---------------- | ----------------- | ---------------- | --------------- | --------------- | ------------ | ------------ | ------ | ------------ |
| #8    | HD 105194               | 12h 06m 48,2685s | -61° 11′ 17,7103″ | hA0.5VankB9.5mA0 | 2,2018 ± 0,0179 | 454 ± 4         | -12,918      | -5,599       | 9,32   | Nm           |
| #5    | CD-60 3979              | 12h 06m 41,3247s | -61° 15′ 16,7654″ | Be               | 0,8708 ± 0,0164 | 1148 ± 22       | -7,573       | 1,171        | 9,96   | Nm & Be      |
| #37   | NGC 4103 37             | 12h 06m 33,4659s | -61° 11′ 34,1838″ |                  | 0,8414 ± 0,014  | 1188 ± 21       | -12,3        | 0,464        | 11,219 | Nm           |
| #29   | NGC 4103 29             | 12h 06m 29,3135s | -61° 15′ 08,6620″ |                  | 0,766 ± 0,013   | 1305 ± 23       | -9,631       | 1,020        | 13,35  | Nm           |
| #16   | NGC 4103 16             | 12h 06m 15,2470s | -61° 14′ 51,4144″ |                  | 0,7233 ± 0,183  | 1383+467 -379   | -5,304       | 1,920        | 13,60  | Nm           |
| #38   | WRAY 15-937             | 12h 06m 38,7240s | -61° 15′ 18,8519″ |                  | 0,7147 ± 0,0243 | 1399+49 -46     | -15,85       | 4,549        | 11,391 | Nm & Em-Lin  |
| #30   | NGC 4103 30             | 12h 06m 26,7629s | -61° 1′ 39,3437″  |                  | 0,6976 ± 0,046  | 1440+137 -93    | -5,781       | 0,352        | 13,34  | Nm           |
| #17   | NGC 4103 17             | 12h 06m 17,6880s | -61° 14′ 33,4731″ |                  | 0,5567 ± 0,023  | 1796+76 -70     | -6,057       | -0,857       | 13,76  | Nm           |
| #10   | HD 105256               | 12h 07m 11,3074s | -61° 15′ 51,9849″ | B2/3II/III       | 0,5521 ± 0,017  | 1811+59 -55     | -6,289       | 0,252        | 9,072  | Nm & Dbl/Mul |
| #14   | CD-60 3986              | 12h 07m 00,1980s | -61° 17′ 38,2113″ | OB               | 0,5445 ± 0,018  | 1837+62 -58     | -6,245       | 0,175        | 10,00  |              |
| #11   | CD-60 3985              | 12h 06m 57,6390s | -61° 16′ 03,0814″ | OB-              | 0,5415 ± 0,017  | 1847+61 -57     | -6,295       | 0,183        | 9,44   |              |
| #12   | CD-60 3984              | 12h 06m 52,4485s | -61° 16′ 03,0814″ | B2IVe            | 0,5343 ± 0,016  | 1872+56 -53     | -6,239       | 0,324        | 9,319  | Em-Lin       |
| #7    | CD-60 3978              | 12h 06m 40,8514s | -61° 13′ 42,0552″ |                  | 0,5329 ± 0,019  | 1877+70 -65     | -6,239       | 0,257        | 10,27  |              |
| #13   | CD-60 3982              | 12h 06m 47,9183s | -61° 16′ 39,5440″ | OB               | 0,5242 ± 0,016  | 1908+59 -55     | -6,212       | 0,215        | 10,44  |              |
| #46   | NGC 4103 46             | 12h 06m 42,4224s | -61° 14′ 54,7556″ |                  | 0,5049 ± 0,019  | 1981+75 -70     | -5,915       | 0,026        | 10,09  |              |
| #35   | NGC 4103 35             | 12h 06m 35,4477s | -61° 14′ 16,7301″ |                  | 0,5019 ± 0,017  | 1992+68 -64     | -5,976       | -0,007       | 11,56  | M?           |
| #6    | NGC 4103 6              | 12h 06m 42,6667s | -61° 14′ 25,5496″ | B0/3:            | 0,4999 ± 0,018  | 2000+76 -70     | -6,145       | 0,311        | 9,83   | M?           |
| #18   | NGC 4103 18             | 12h 06m 21,1645s | -61° 14′ 17,6663″ | B8               | 0,4993 ± 0,017  | 2003+76 -70     | -7,963       | 1,128        | 13,04  | Nm           |
| #27   | NGC 4103 27             | 12h 06m 25,7122s | -61° 15′ 37,3050″ |                  | 0,4989 ± 0,019  | 2004+81 -75     | -6,425       | 0,479        | 12,702 |              |
| #48   | NGC 4103 27             | 12h 06m 55,5335s | -61° 15′ 20,5454″ |                  | 0,4989 ± 0,011  | 2004+47 -45     | -6,382       | -0,453       | 12,885 | Nm (10%)     |
| #1    | V* AI Cru               | 12h 06m 07,6880s | -61° 15′ 24,8306″ | B4/5             | 0,4964 ± 0,021  | 2015+90 -83     | -6,258       | 0,263        | 9,69   | Bin/spec     |
| #39   | NGC 4103 39             | 12h 06m 40,2581s | -61° 14′ 54,0393″ |                  | 0,4964 ± 0,021  | 2015+65 -61     | -6,282       | 0,469        | 12,06  |              |
| #28   | NGC 4103 28             | 12h 06m 31,1467s | -61° 15′ 58,8927″ |                  | 0,4962 ± 0,018  | 2015+76 -71     | -6,265       | 0,237        | 12,949 |              |
| #42   | NGC 4103 42             | 12h 06m 37,5523s | -61° 16′ 15,5429″ | B6               | 0,4959 ± 0,013  | 2017+55 -52     | -6,239       | 0,447        | 12,144 |              |
| #51   | NGC 4103 51             | 12h 06m 50,2957s | -61° 12′ 25,4506″ |                  | 0,4904 ± 0,015  | 2039+66 -62     | -6,292       | 0,185        | 13,75  | C.T.J.       |
| #20   | NGC 4103 20             | 12h 06m 14,1084s | -61° 13′ 01,1642″ |                  | 0,4901 ± 0,013  | 2040+56 -53     | -10,42       | -3,116       | 13,88  | Nm           |
| #31   | CPD-60 3730             | 12h 06m 29,4339s | -61° 13′ 06,0339″ | B8               | 0,4872 ± 0,018  | 2053+79 -73     | -6,303       | 0,257        | 10,88  |              |
| #24   | NGC 4103 24             | 12h 06m 24,4999s | -61° 12′ 13,8283″ | B7               | 0,4869 ± 0,017  | 2054+74 -69     | -6,352       | 0,368        | 12,52  | C.T.J.       |
| #24   | NGC 4103 24             | 12h 06m 24,4999s | -61° 12′ 13,8283″ | B7               | 0,4869 ± 0,017  | 2054+74 -69     | -6,352       | 0,368        | 12,52  | C.T.J.       |
| #32   | 2MASS J12063182-6114207 | 12h 06m 31,8152s | -61° 14′ 20,8042″ |                  | 0,4864 ± 0,018  | 2056+77 -71     | -6,249       | 0,311        | 13,05  | C.T.J.       |
| #34   | NGC 4103 34             | 12h 06m 33,5526s | -61° 15′ 59,1414″ |                  | 0,4856 ± 0,015  | 2059+67 -63     | -6,288       | 0,455        | 12,00  | V*           |
| #45   | NGC 4103 45             | 12h 06m 42,8251s | -61° 12′ 51,8044″ |                  | 0,4821 ± 0,017  | 2074+76 -71     | -6,231       | 0,276        | 12,33  |              |
| #49   | NGC 4103 49             | 12h 06m 55,6839s | -61° 14′ 16,6606″ |                  | 0,4809 ± 0,015  | 2079+66 -62     | -6,396       | 0,247        | 12,56  |              |
| #40   | 2MASS J12063794-6116393 | 12h 06m 37,9474s | -61° 16′ 39,3469″ |                  | 0,4802 ± 0,013  | 2082+57 -54     | -5,195       | 0,168        | 13,10  | C.T.J.       |
| #3    | CD-60 3972              | 12h 06m 21,6654s | -61° 14′ 56,3473″ |                  | 0,4788 ± 0,020  | 2089+93 -85     | -6,314       | 0,289        | 11,2   |              |
| #15   | 2MASS J12061110-6115019 | 12h 06m 11,0934s | -61° 15′ 02,0053″ |                  | 0,4787 ± 0,014  | 2089+64 -60     | -6,324       | 0,197        | 13,78  | C.T.J.       |
| #4    | CD-60 3974              | 12h 06m 31,4903s | -61° 14′ 33,8563″ | OB-              | 0,4777 ± 0,022  | 2093+102 -93    | -6,115       | 0,376        | 9,98   |              |
| #9    | CPD-60 3754             | 12h 07m 03,4548s | -61° 13′ 38,1607″ | B5               | 0,4756 ± 0,020  | 2103+91 -84     | -5,831       | 0,265        | 10,7   |              |
| #2    | CPD-60 3727             | 12h 06m 16,5551s | -61° 15′ 07,2933″ | OB               | 0,4737 ± 0,018  | 2111+85 -79     | -6,225       | 0,349        | 9,68   |              |
| #61   | NGC 4103 61             | 12h 06m 41,6884s | -61° 17′ 52,3749″ |                  | 0,4717 ± 0,014  | 2120+62 -62     | -6,255       | 0,206        | 13,55  |              |
| #44   | NGC 4103 44             | 12h 06m 41,6444s | -61° 13′ 05,9384″ |                  | 0,4516 ± 0,015  | 2214+76 -71     | -6,272       | 0,153        | 13,45  |              |
| #50   | NGC 4103 50             | 12h 06m 52,9258s | -61° 13′ 55,0370″ |                  | 0,4463 ± 0,017  | 2241+88 -81     | -6,150       | 0,228        | 11,93  |              |
| #47   | NGC 4103 47             | 12h 06m 53,9598s | -61° 15′ 41,9624″ |                  | 0,4323 ± 0,021  | 2313+120 -109   | -6,127       | 0,246        | 11,780 |              |
| #43   | 2MASS J12064041-6116153 | 12h 06m 40,4039s | -61° 16′ 15,3318″ |                  | 0,4283 ± 0,023  | 2335+134 -120   | -6,360       | 0,090        | 13,118 | C.T.J.       |
| #41   | NGC 4103 41             | 12h 06m 40,5737s | -61° 16′ 38,9483″ |                  | 0,4195 ± 0,015  | 2384+88 -82     | -5,152       | 0,690        | 12,433 | M? & Var pul |
| #36   | NGC 4103 36             | 12h 06m 36,0705s | -61° 13′ 37,8316″ |                  | 0,4121 ± 0,014  | 2427+85 -80     | -4,704       | 0,573        | 13,11  | Nm           |
| #22   | NGC 4103 22             | 12h 06m 21,2637s | -61° 12′ 03,9121″ |                  | 0,3870 ± 0,0129 | 2584+89 -83     | -4,955       | 1,551        | 13,75  | Nm           |
| #33   | NGC 4103 33             | 12h 06m 31,5884s | -61° 13′ 57,3666″ |                  | 0,3827 ± 0,0866 | 2613+764 -482   | -5,986       | 0,061        | 12,81  | M?           |
| #21   | NGC 4103 21             | 12h 06m 15,7782s | -61° 12′ 19,1358″ |                  | 0,3779 ± 0,0112 | 2646+81 -76     | -4,190       | 0,327        | 12,84  | Nm           |
| #23   | NGC 4103 23             | 12h 06m 23,2871s | -61° 12′ 02,4778″ |                  | 0,3713 ± 0,0210 | 2693+161 -144   | -8,535       | -4,582       | 13,97  | Nm           |
| #19   | NGC 4103 19             | 12h 06m 14,8566s | -61° 13′ 49,5683″ |                  | 0,3389 ± 0,0150 | 2951+137 -125   | -5,489       | -2,693       | 14,24  | Nm           |
| #26   | NGC 4103 26             | 12h 06m 39,9909s | -61° 14′ 45,2526″ |                  | 0,2994 ± 0,1971 | 3340+6435 -1326 | -6,573       | 0,726        | 13,96  | M?           |

- Nm = Non membre.
- Be = Étoile Be.
- Em-Line = Galaxie à raies spectrales d'émission.
- Dbl/Mul = Double ou multiple.
- M? = Membre peut-être.
- Bin/spec = Binaire spectroscopique.
- C.T.J. = Candidate au titre de jeune étoile.
- V* = étoile variable
- Var pul = Variable pulsante

On peut aussi accéder aux propriétés de certaines étoiles située dans les environs de NGC 4103 en utilisant sur base de données Simbad en cliquant sur le bouton children. NGC 4103 renferme 885 entrées, mais plusieurs étoiles appararaissent à deux ou même cinq reprises. Le tableau de cette page contient une colonne qui indique la probabilité de l'étoile d'appartenir à l'amas. En cliquant sur la désignation de l'étoile, on atteint la page de Simbad qui résume ses propriétés.